# トランジスターグラマー

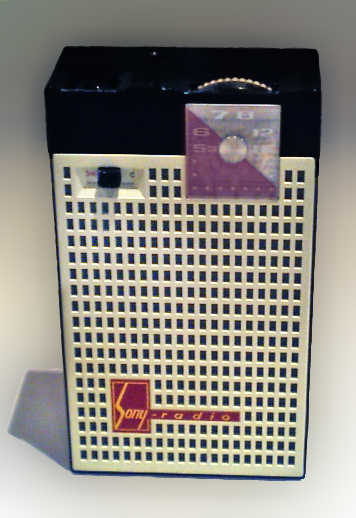
語源となったソニー・TR-52

トランジスターグラマーは、小柄だがグラマーな女性を表す和製英語である。トラ・グラともいう。1959年（昭和34年）の流行語である。
1955年（昭和30年）、日本初のトランジスタラジオが発売されるが、これは従来の真空管ラジオに比べて急速な小型化であり、あわせて音質も極めて向上した。そのような時代を背景に誕生した俗語である。
1959年（昭和34年）、児島明子が日本人として初めてミス・ユニバースで優勝するが、国内のファッション界ではその反動で小柄なモデルがもてはやされたという文献もある。八頭身よりも「3C（ちいさい・かわいい・かっこいい）」が重視され、「日本人らしい、小型でも高性能のモデル」をトランジスターグラマーと呼ぶこともあった。児島も日本女性の中では大柄だったが、世界大会の決勝で争った5人の中では最も小柄ながらブラジル代表と並ぶグラマーであった。
福田逸は著書『父・福田恆存』で1958年（昭和33年）、父と共に新婚の三島由紀夫夫妻と会った思い出を記し、妻・瑤子の「弾けんばかりのグラマラスな水着姿」に目が眩み、当時流行の「トランジスタ・グラマー」という言葉を思い浮かべたとしている。これが正しければ前年から既に一部で使われていたことになるが、福田も時期については「多分」と曖昧に記しており、瑤子は該当者ではあっても契機となった人物ではない。

## 後世への影響
この和製英語は一時の流行語では終わらず、世紀が変わってもなお使用されている。
1990年、女性二人組のバンド「SHORT HAIRS」の唯一の音源である「トランジスタ グラマー」がリリースされた。SHORT HAIRSはレベッカのNOKKOと、元NORMA JEANのギタリストで、NOKKOのヘア＆メイクを担当していたMOTOKOの二人のユニットであった。楽曲制作には大山曜やBO GUMBOSのどんと、ZELDAの小嶋さちほが関り、スペシャルサンクスとしてかまやつひろしも記されている。
2004年（平成16年）にはこの言葉に由来するTOKIOの楽曲「トランジスタGガール」がリリースされた。